# Popolo Awadhi
Il popolo Awadhi o Awadhis ( Awadhi / Hindi : अवधी, Urdu : اودھی ) è un gruppo etno-linguistico indo-ariano che parla il dialetto Awadhi e risiede nella regione Awadh dell'Uttar Pradesh . Molti Awadhi sono emigrati anche in Madhya Pradesh, Bihar, Jharkhand, Gujarat, Maharashtra, Odisha in India e in alcune regioni adiacenti del Terai in Nepal, e inoltre l'1,9% dei nepalesi parla Awadhi. Le persone Awadhi possono essere trovate in tutto il mondo, in particolare nelle Fiji, Guyana, Mauritius, Sud Africa, Suriname e Trinidad e Tobago . L'attore e superstar di Bollywood Amitabh Bachchan è Awadhi dalla parte di suo padre ( Harivansh Rai Bachchan ). Storicamente, gli indo-ariani dominavano i piani del Gange dell'India settentrionale; quindi, la lingua Awadhi si è evoluta continuamente nel corso dei secoli nella regione Awadh dell'Uttar Pradesh.

## Lingua
La lingua Awadhi è parlata da circa 55 milioni di persone. In India, i madrelingua sono stimati in 65 milioni, mentre in Nepal i madrelingua sono stimati in 500.000 persone.
Linguisticamente, Awadhi è una lingua distinta con una propria grammatica. Tuttavia, molti considerano Awadhi un dialetto dell'hindi . Awadhi non è formalmente insegnato in nessuna istituzione.

## Cucina
Composta da piatti sia vegetariani che non vegetariani, la cucina Awadhi ha influenze che possono essere collegate all'Impero Mughal . È simile alle cucine delle aree circostanti, come Bhojpur, Kashmir, Asia centrale, Punjab e Hyderabad.  La cucina Awadhi è nota per il suo uso di aromi e spezie, come cardamomo e zafferano, in un processo di cottura a fuoco lento. C'è anche una notevole varietà di ingredienti cucinati, come il paneer e il montone.
Inoltre, ci sono preparazioni di riso, curry, dessert e chaat che sono specifiche della cucina Awadhi.